# 好童
好童（韓語：호동、，？—32年），姓高，為高句麗大武神王之子，母親次妃解氏為東扶餘曷思王孫女。

## 事跡
據《三國史記》載，好童容顏美麗，受到父親寵愛，因而命名為好童。大武神王十五年（32年），好童前往沃沮，遇到樂浪郡東部都尉崔理，崔理看到他就覺得他並非普通人，而是北國神王之子，就想把女兒崔氏（通稱樂浪公主）嫁給他，好童當時並未答應。據說當時樂浪有鼓和角，會在敵兵入侵時自鳴。好童回國後，偷偷派人對崔氏說，如果要他答應婚事並依禮迎娶，就要把自鳴鼓角都割破，否則不會迎娶。於是崔氏拿利刀潛入武器庫中割破鼓面角口，並告知好童，好童就娶她為妻。後來好童勸父王出兵攻打樂浪，當時自鳴鼓角皆不再響，崔理不備，結果到高句麗軍攻至城下，崔理才知道自鳴鼓角皆破，於是把女兒殺死並投降。此事有另一說法，指好童與崔氏的婚事是大武神王為了滅樂浪而提出，讓兒子娶崔氏之後，待崔氏歸母國，破壞母國的自鳴鼓角，達到滅樂浪之目的。
好童雖受父王寵愛，卻也因此受到嫡長子解憂之母元妃妒恨，擔心好童奪嫡，遂向大武神王進讒，指好童非禮她，大武神王起初不信，後來元妃聲淚俱下，說若無此事，她就自行伏罪，於是大武神王就相信了她的話，認為好童有罪。好童被冤枉，卻不解釋，別人問他，他就說如果解釋，就顯現母親之惡，並遺留擔憂給父王，是不孝的行為，於是以劍自刎而死。

## 評價
《三國史記》作者金富軾認為，好童因受父親誤會而自殺，是執於小謹而昧於大義，有如春秋時期晉獻公嫡長子申生被驪姬陷害之事。他認為大武神王聽信讒言殺無辜的愛子雖然是不仁，但好童自殺也非無罪，是因為他這樣做是陷父親於不義，應該像舜那樣，小杖則受，大杖則走，才不致陷父親於不義。

## 相關作品

### 電視劇
- 《風之國》：崔元弘飾演好童
- 《自鳴鼓》：鄭敬淏飾演好童